# Бекетт, Саймон
Саймон Бекетт (англ. Simon Beckett; род. 20 апреля 1960) — британский журналист и писатель.

## Биография
Родился семье рабочих.  Получив степень магистра искусств по английскому языку, преподавал в Испании и играл в нескольких музыкальных группах, прежде чем стать внештатным журналистом. Писал для «The Times», «The Independent on Sunday», «The Daily Telegraph» и «The Observer», и другой периодической прессы. Начал писать с середины 1990-х, серии его детективных произведений о судебной антропологии расходятся по миру миллионными экземплярами. Женат и в настоящее время живёт в Шеффилде.